# Európai Levelező Oktatási Kft.
Az Európai Levelező Oktatási Kft. (ELO Kft.) 1992-ben jött létre Magyarországon a holland tulajdonú ESCC (European School for Correspondence Courses) magyarországi leányvállalataként. 2014-ben a cégből kivált az ELO Könyvkiadó Kft, amelynek profilja tananyagsorozatok értékesítése, míg az Európai Levelező Oktatási Kft. a tananyagsorozatokhoz kapcsolódó képzés nyújtására specializálódott.

## Története
A cégcsoport az elmúlt több mint két évtized alatt mindig arra törekedett, hogy támogassa a tanulást, eddig több mint 400 000 tanuló vett már részt a cégcsoport által indított tanfolyamok valamelyikén.
Az ELO cégcsoport tanfolyamai között nyelvi, szakmai és hobbi tananyagsorozatok, illetve tanfolyamok közül választhatnak az érdeklődők. A tanulók megismerkedhetnek az angol, német, olasz, spanyol, francia, holland, orosz vagy akár a japán nyelvvel is. A választott nyelvtől függően, tananyagsorozatainkkal kezdő, középhaladó, haladó vagy üzleti szintű nyelvtudás is elsajátítható. A nyelvi tananyagsorozatokhoz CD formátumú hanganyag tartozik, mely szerves része mind a leckének, mind a házi feladatnak. Minden füzet két leckét foglal magában, a CD-k az írott tartalmak hanganyagát tartalmazzák, illetve segítik a jobb megértést, a könnyebb feldolgozást. Az Angol kezdő, Angol középhaladó, Német kezdő, Olasz kezdő, Spanyol kezdő és Francia kezdő tananyagsorozatokhoz ELOnet szolgáltatás vehető igénybe, amely egy multimédiás nyelvtanulási lehetőség. A program multimédiás gyakorlatokkal, nyelvtani összefoglalókkal, tesztekkel és gazdag illusztrációkkal színesíti a nyelvtanulás fázisait. Emellett a Memo+ PC és az okostelefonon is alkalmazható Memo+ Mobil alkalmazás is segítséget nyújt a tanulók számára.
A szakmai tananyagsorozatok azok számára nyújt megoldást, akik piacképes szaktudásra szeretnének szert tenni, esetleg karriercéljaik megvalósításához szükségük van új ismeretek elsajátítására. De azoknak sem kell lemondaniuk a távoktatás kényelméről, akik otthonuk, kertjük, esetleg testük szépítésével foglalkoznának többet, akik egészségükkel kapcsolatban szeretnének új ismereteket szerezni vagy kreativitásukat fejlesztenék.
A tananyagsorozatok nagy részénél a tanfolyam elvégzését követően, vagy azzal párhuzamosan a szakmai partnerek által kínált konzultációsorozatra való jelentkezés és azon konzultációsorozat elvégzését követően államilag elismert OKJ-s vizsga tehető, vagy ECDL, EBC*L nemzetközi bizonyítvány szerezhető.
A képzés keretein belül az Európai Levelező Oktatási Kft. egy egyedi szolgáltatást biztosít a tanulóknak, melynek része a házi feladatot javító tanár munkája: a tanulók tudásának figyelemmel kísérése, támogatása. A képzés keretén belül szaktanárok javítják a beadott házi feladatokat. A házi feladatokat a tanulók postai és online úton is  eljuttathatják.

## Az ELOnet multimédiás program
A program egy multimédiás nyelvtanulási lehetőség, amely internetes hozzáférést biztosít havonta két leckéhez. Az ELOnet jelenleg angol, német, olasz, spanyol és francia nyelven érhető el.

### A leckék tartalma
- Nyelvtani összefoglalók
- Beszélő szótár: a tanfolyam teljes szókincse megtalálható és a helyes kiejtés is hallható
- Hangfelvételi lehetőség: gyakorlásképpen visszahallgatható a saját kiejtés.
- Tesztek: minden tananyagot szintmérő teszt zár.
- Megoldókulcsok

A memoplus szótanuló program segítséget nyújt az idegen nyelvek tanulásában. A program az idegen nyelvű szavak, szófordulatok és kifejezések  gyakorolhatóságát szolgálja. Angol és német nyelven, kezdő szinten érhető el.

## Végelszámolás
2020 novemberétől a cégcsoport végelszámolás alatt állt, tananyag-sorozatai és tanfolyamai már nem voltak elérhetőek.